# Paisley Park Records
Paisley Park Records  was tussen 1985 en 1993 het platenlabel van de Amerikaanse popartiest Prince. Het label was verbonden met en gefinancierd door Warner Bros. Records.

## Geschiedenis
Het label was opgericht in 1985 na Prince zijn commerciële succesalbum en -film Purple Rain dat jaar daarvoor. De naam Paisley komt van het bekende, van oorsprong Perzisch stofmotief. Het patroon werd tevens gebruikt als het logo van het label.
De naam werd ook gebruikt als titel van  het nummer Paisley Park van het eveneens uit 1985 stammende Around the World in a Day en voor zijn studiocomplex in Chanhassen, Minnesota (Paisley Park Studios), die twee jaar later officieel werd geopend. 
De dagelijkse leiding was in handen van Alan Leeds, de broer van saxofonist Eric Leeds. Alan Leeds was onder andere ook Prince zijn tourmanager voor meerdere tournees in de jaren tachtig. Nadat Alan Leeds weg ging bij Paisley Park, was de dagelijkse leiding voor een korte periode in de handen van Craig Rice.
In 1993, nadat Prince in conflict was geraakt met Warner Bros., beëindigde deze de distributie-overeenkomst met Paisley Park, wat neer kwam op het einde van het label. Rond diezelfde tijd was Prince echter een nieuw label gestart, genaamd NPG Records.

## Artiesten en commercieel succes
Artiesten die hun muziek hebben uitgebracht via Paisley Park waren onder andere Sheila E., Mavis Staples, Rosie Gaines, George Clinton, Carmen Electra, Jill Jones, Ingrid Chavez, The Time, The Family en natuurlijk Prince zelf. Ondanks dat Prince groot commercieel succes had in de jaren tachtig, sloeg dat echter niet over naar andere artiesten van het label. De enige successen van Paisley Park waren namelijk van Prince zelf, met een paar kleine uitzonderingen. Op meerdere albums valt erg veel Prince-invloed te horen. Van een enkele compositie tot aan het gehele instrumentale deel van een album, zoals de albums van Madhouse, die eigenlijk de-facto Prince-albums waren. Dit betrof echter niet elk album en sommige albums hadden dan ook geen enkele Prince-invloed. Paisley Park had door de jaren heen in totaal 21 acts onder zijn hoede.

## Albums
De volgende muziekalbums zijn onder het label Paisley Park Records uitgebracht:
- Prince and The Revolution - Around the World in a Day (22 april 1985)
- The Family - The Family (19 augustus 1985)
- Sheila E - Romance 1600 (26 augustus 1985)
- Mazarati - Mazarati (4 maart 1986)
- Prince and The Revolution - Parade (31 maart 1986)
- Madhouse - 8 (21 januari 1987)
- Sheila E - Sheila E. (19 februari 1987)
- Prince - Sign “☮” the Times (30 maart 1987)
- Jill Jones - Jill Jones (26 mei 1987)
- Taja Sevelle - Taja Sevelle (19 september 1987)
- Madhouse - 16 (18 november 1987)
- Good Question - Good Question (januari 1988)
- Dale - Riot In English (4 maart 1988)
- Prince - Lovesexy (10 mei 1988)
- Three O’Clock - Vermillion (24 mei 1988)
- Mavis Staples - Time Waits For No One (24 mei 1989)
- George Clinton - The Cinderella Theory (2 augustus 1989)
- Tony LeMans - Tony LeMans (9 oktober 1989)
- The Time - Pandemonium (10 juli 1990)
- Prince - Graffiti Bridge (13 augustus 1990)
- Eric Leeds - Times Squared (19 februari 1991)
- T.C. Ellis - True Confessions (28 mei 1991)
- Ingrid Chavez - May 19 1992 (24 september 1991)
- Prince and the  New Power Generation - Diamonds and Pearls (1 oktober 1991)
- Prince and the New Power Generation - Love Symbol Album (13 oktober 1992)
- Carmen Electra - Carmen Electra (9 februari 1993)
- Eric Leeds - Things Left Unsaid (16 februari 1993)
- Mavis Staples - The Voice (24 augustus 1993)
- Prince - The Hits 1, The Hits 2 en The Hits/The B-Sides (14 september 1993)
- George Clinton - Hey Man... Smell My Finger (12 oktober 1993)
- Jacob Armen - Drum Fever - (eind 1993)